# Doug Ducey

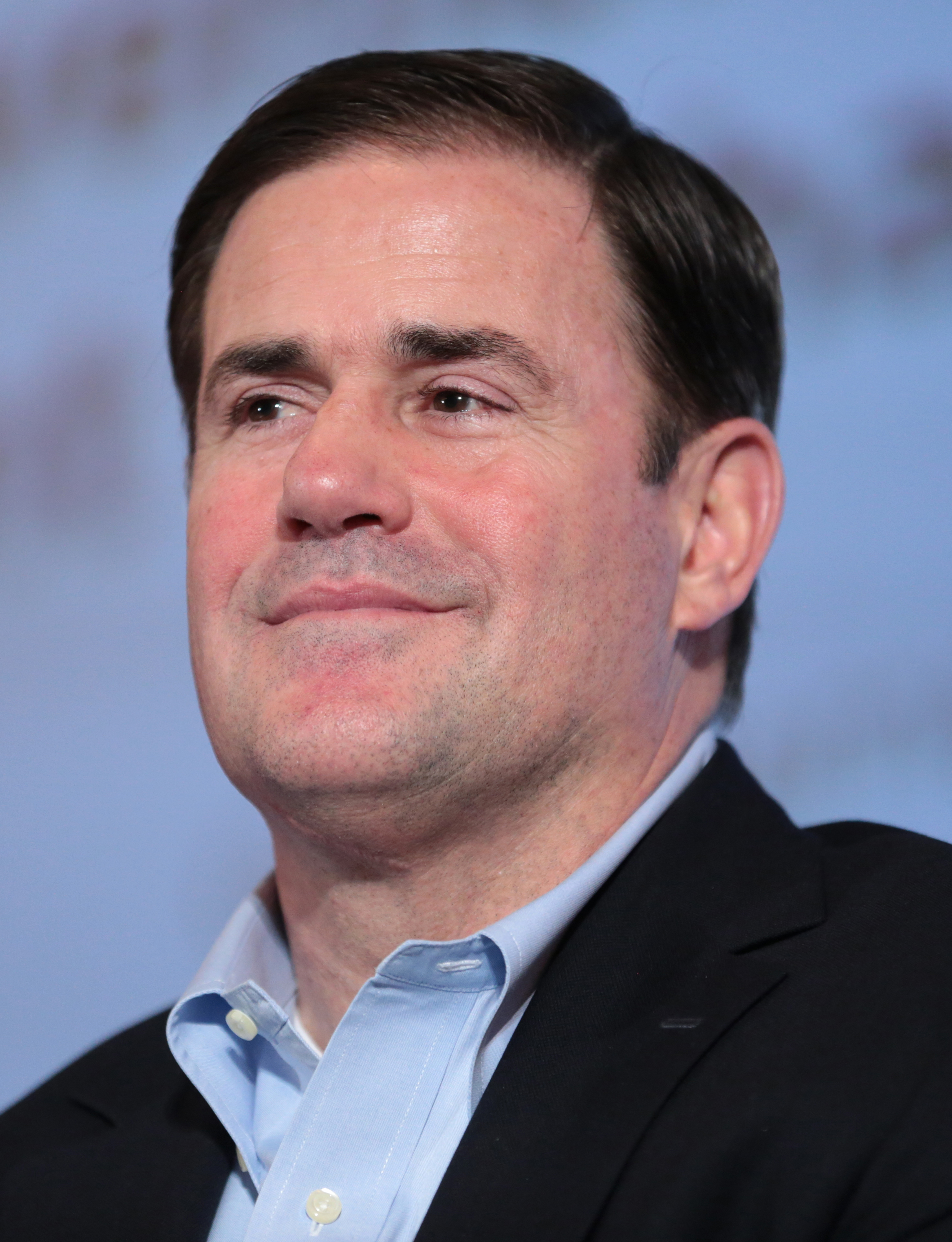
Doug Ducey (2017)

Douglas Anthony „Doug“ Ducey (* 9. April 1964 in Toledo, Ohio) ist ein US-amerikanischer Politiker der Republikanischen Partei. Von Januar 2015 bis Januar 2023 war er Gouverneur des Bundesstaates Arizona.

## Leben
Ducey studierte an der Arizona State University. Nach seinem Studium arbeitete er für den Konzern  Procter & Gamble. Später wurde er Partner im Unternehmen Cold Stone Creamery, das er 2007 mit seinen Geschäftspartnern verkaufte. Von 2008 bis 2012 war er für das Unternehmen iMemories tätig. Seit Januar 2011 war Ducey State Treasurer von Arizona. Bei den Gouverneurswahlen 2014 konnte er sich als neuer Gouverneur von Arizona gegen den demokratischen Politiker Fred DuVal mit 53 Prozent der Stimmen durchsetzen. Er wurde am 5. Januar 2015 als Nachfolger seiner Parteikollegin Jan Brewer als neuer Gouverneur von Arizona vereidigt.
2018 wurde er mit 56 % der Stimmen wiedergewählt. Doucey konnte kein drittes Mal für das Gouverneursamt kandidieren und wurde am 2. Januar 2023 von der Demokratin Katie Hobbs abgelöst.
Im Frühjahr 2022 begann Ducey und sein republikanischer Amtskollege aus Texas Greg Abbott aus Protest gegen die Ausländerpolitik der Regierung von US-Präsident Joe Biden Migranten aus den südlichen Grenzgebieten mit Bussen in die demokratisch regierten Großstädte Washington D.C., New York und Chicago zu bringen. Stand September 2022 kamen dadurch Berichten zufolge allein in Washington mehr als 9000 Migranten an.
Ducey ist verheiratet und hat drei Kinder.